# New Cross Gate (Metropolitano de Londres)
A Estação de New Cross Gate é uma estação que pertencerá a partir de 2010 ao sistema de metropolitano de Londres denominado London Overground. Actualmente é uma estação de caminho-de-ferro.